# シド・フィールド

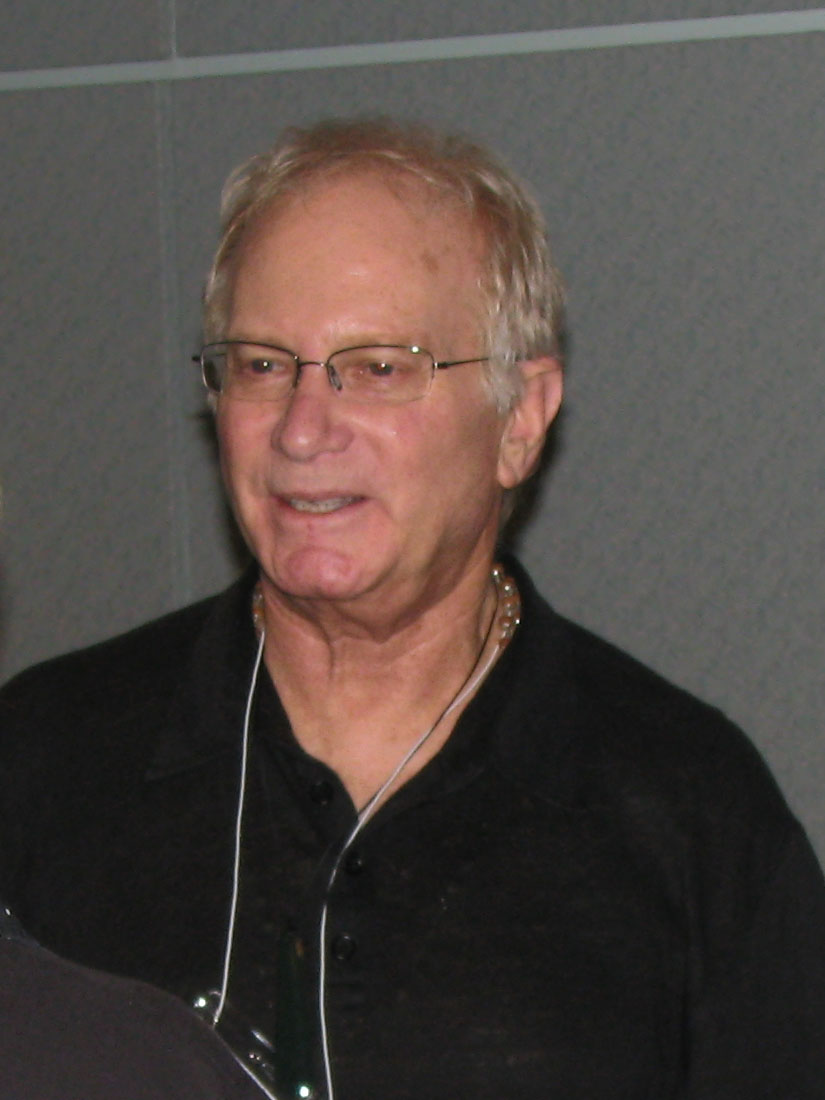
シド・フィールド

シド・フィールド（Syd Field, 1935年12月19日 - 2013年11月17日）は、アメリカ合衆国の脚本家、プロデューサー、シナリオ講師である。カリフォルニア州ロサンゼルス・ハリウッド出身。
ジャン・ルノワール、サム・ペキンパーらに師事。
ハリウッド式の脚本メソッド「三幕構成」理論を体系化したことで知られる。
「SCREENPLAY」（邦題：『映画を書くためにあなたがしなくてはならないこと　シド・フィールドの脚本術』）は、22ヵ国語に翻訳され、全米400以上の学校でテキストとして使用されている。
20世紀フォックス、ウォルト・ディズニー・スタジオ、ユニヴァーサル・ピクチャーズ、トライスター ピクチャーズほかの脚本コンサルタントを歴任。
全米脚本家協会で初の名誉の殿堂入りを果たした。ビバリーヒルズ（カリフォルニア州）在住。
2013年11月17日に溶血性貧血により死去。

## 関連する映画
- 『ゴッドファーザー』
- 『アリスの恋』
- 『アメリカン・グラフィティ』

## 門下生
- ジェームズ・キャメロン
- テッド・タリー
- キュアロン兄弟

## 日本語訳された作品
- 映画を書くためにあなたがしなくてはならないこと　シド・フィールドの脚本術 （フィルムアート社、2009）SCREENPLAY・The Foundation of Screenwriting（1979）
- 素晴らしい映画を書くためにあなたに必要なワークブック　シド・フィールドの脚本術２（フィルムアート社、2012）The Screenwriter's Workbook (1984)
- 最高の映画を書くためにあなたが解決しなくてはならないこと　シド・フィールドの脚本術３（フィルムアート社、2019）The Screenwriter's Problem Solver: How To Recognize, Identify, and Define Screenwriting Problems (1998)
- シナリオ入門―映像ドラマを言葉で表現するためのレッスン (別冊宝島 (144))THE SCREENRITER'S WORKBOOK（1984）